# Plaża Maho
Plaża Maho (ang. Maho Beach) – niewielka, licząca według pomiarów z map około 200 metrów długości i 20 metrów szerokości plaża, mieszcząca się na holenderskiej części wyspy Sint Maarten (Antyle Holenderskie).
Niezwykłą cechą tej plaży jest bliskość międzynarodowego portu lotniczego Princess Juliana, które wyposażone jest w jeden pas startowy, którego początek oddzielony jest od plaży Maho jedynie wąską dwupasmową drogą.
Startujące oraz podchodzące do lądowania samoloty przelatują nad plażą na wysokości kilkunastu metrów, co stanowi największą atrakcję turystyczną tej plaży.
Lokalne władze ostrzegają turystów i entuzjastów planespottingu przed poważnymi (nawet śmiertelnymi) urazami związanymi z przebywaniem na plaży w trakcie startów i lądowań dużych maszyn. Nisko przelatujące olbrzymie odrzutowce (na przykład Boeingi 747) mogą przyczynić się do urazów słuchu oraz fizycznych uszkodzeń ciała (na przykład spowodowanych uderzaniami przedmiotów poderwanych przez podmuch towarzyszący startom i lądowaniom).
Ze względu na występujące na Zatoce Maho średnie oraz duże fale, plaża ta jest popularna wśród entuzjastów windsurfingu. Jest ona pokryta białym piaskiem, a roślinność jest bardzo uboga, z powodu nisko przelatujących samolotów. W pobliżu znajduje się bar oraz ośrodek turystyczny.
Plaża Maho jest prawdopodobnie jedynym miejscem na ziemi gdzie można z tak bliska obserwować startujące i lądujące samoloty, będąc na przedłużeniu ich drogi startowej, aczkolwiek z niewiele większej odległości mogą takie samoloty obserwować ludzie czekający na ulicy przecinanej przez pas startowy na lotnisku w Gibraltarze.

## Galeria

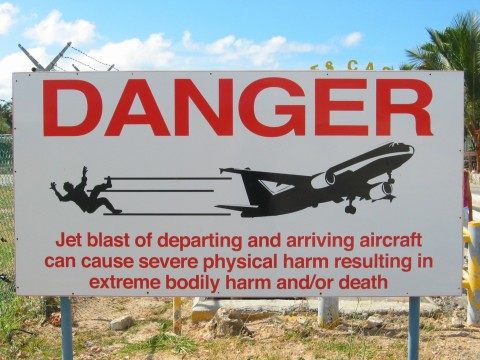
Znak ostrzegający przed urazami związanymi z przebywaniem na plaży w trakcie startów i lądowań samolotów
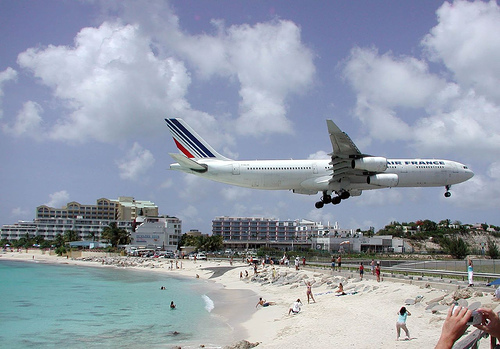
Airbus w barwach Air France podchodzący do lądowania
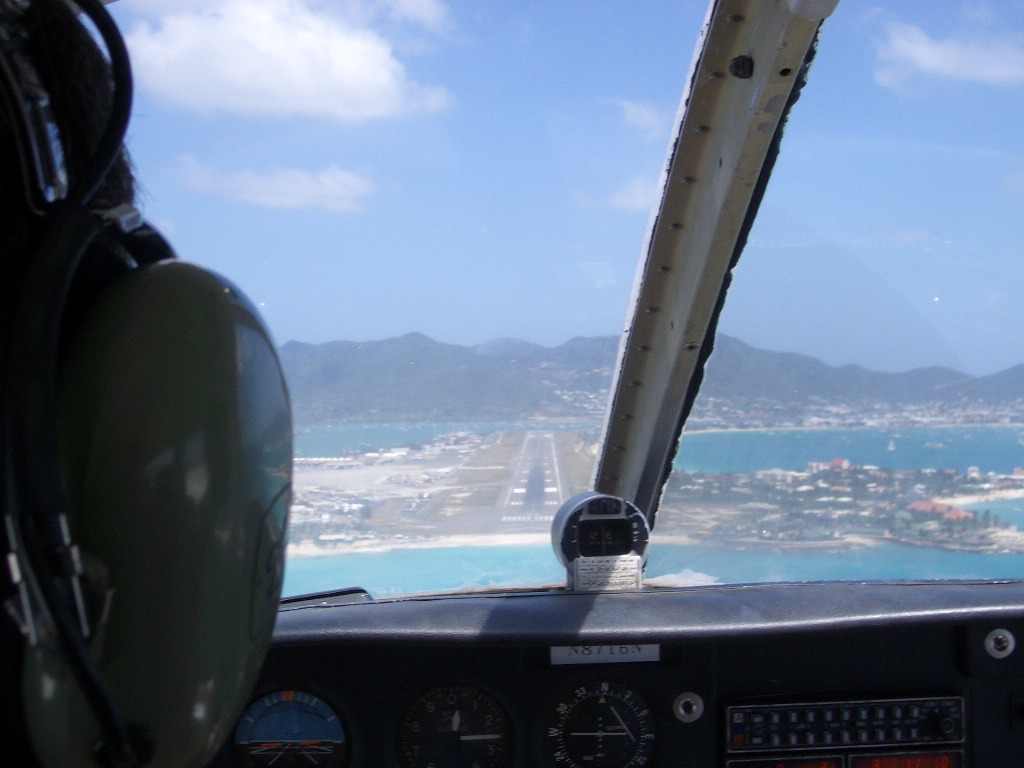
Widok na plażę z kokpitu lądującego samolotu
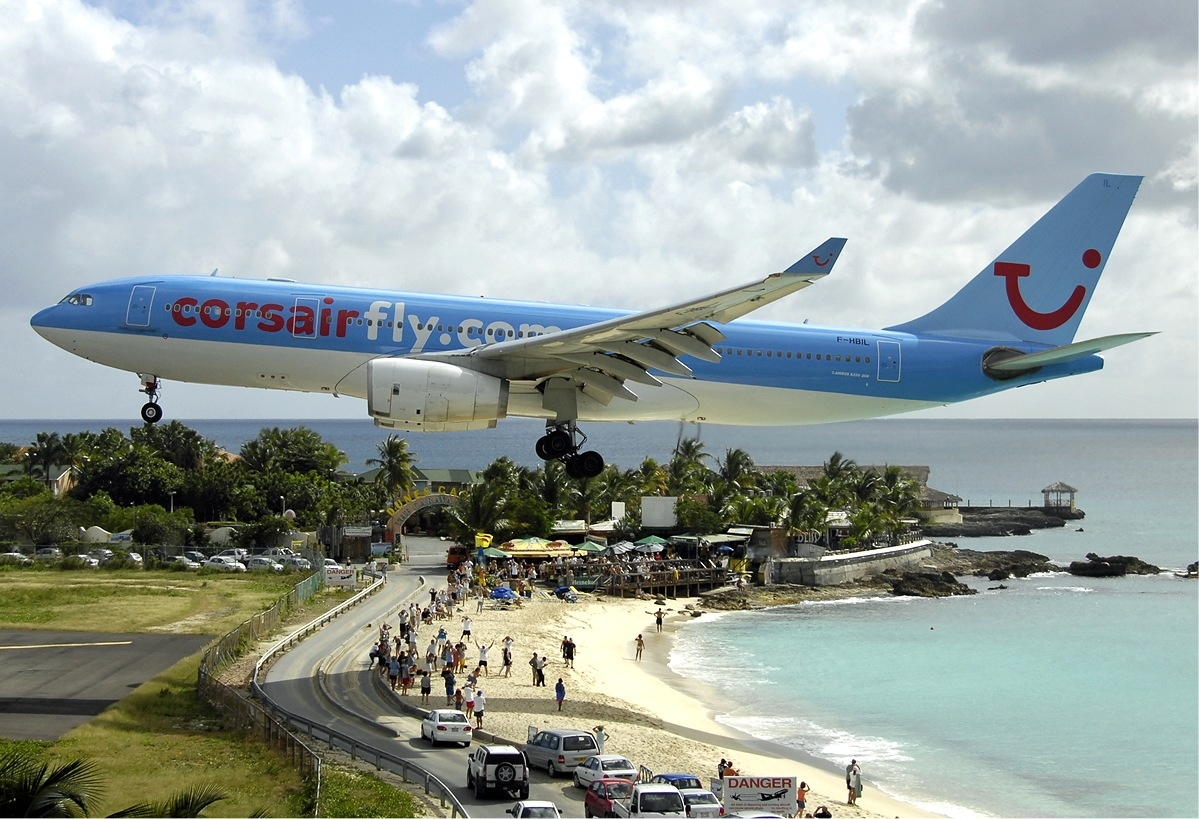
Airbus A330 w barwach Corsairfly podchodzący do lądowania